# Annika van der Meer
Annika van der Meer, née le 16 décembre 1985 à La Haye, est une rameuse handisport d'aviron néerlandaise anciennement coureuse cycliste. Elle possède deux titres mondiaux (2017, 2018) et une médaille d'argent paralympique (2020) en deux de couple mixte.

## Carrière
En 2007, elle se retrouve avec la jambe droite paralysée lors d'un accident de ski mais continue le sport jusqu'à un second accident en 2013, où elle s'abîme le genou de sa jambe valide et doit arrêter le ski définitivement. En plus du sport, elle est diplômée en médecine en décembre 2020.
Pour ses premiers Jeux en 2021, Annika van der Meer remporte avec son compatriote Corné de Koning la médaille d'argent en deux de couple mixte PR2. Quelques semaines auparavant, la paire avait raflé l'argent aux Championnats d'Europe.